# Liga Etolia

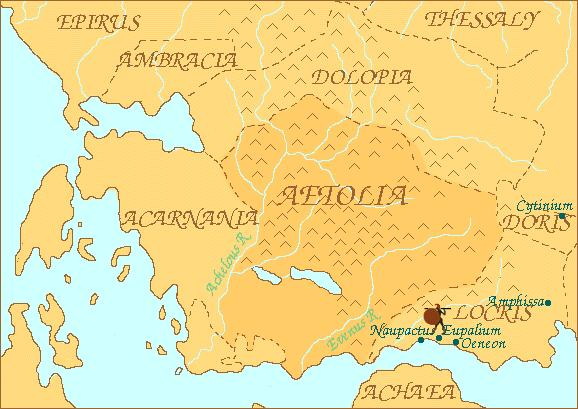
Región de Etolia.

La Liga Etolia fue una federación de ciudades de la región de Etolia en la antigua Grecia, formada a principios del siglo IV a. C. La Liga adquirió importancia en el siglo III a. C., cuando se opuso a la Liga Aquea, y pronto dominó todo el centro de Grecia desde el mar Jónico hasta el mar Egeo y controló zonas del Peloponeso, Tesalia, Tracia y Asia Menor. En el 220 a. C. la Liga entró en conflicto con el joven Filipo V de Macedonia, quien la derrotó, lo que obligó a la Liga a aliarse con los romanos, que también luchaban contra Filipo. Este fue vencido finalmente en la batalla de Cinoscéfalas en el 197 a. C., pero los etolios, al no poder recuperar sus posesiones que estaban en manos de su victorioso aliado, se unieron a Antíoco III de Siria para luchar contra Roma. Cuando aquel fue derrotado por Roma en el 190 a. C., los etolios también se rindieron al año siguiente. La Liga se disolvió formalmente en el 167 a. C.
Se estableció, probablemente, durante la época helenística temprana, en oposición a Macedonia y a la Liga Aquea. Se celebraron dos reuniones anuales en Termo y Panetolia. Ocupó Delfos desde el 290 a. C. y ganó territorio de manera constante hasta que, a finales del siglo III a. C., controló toda la Grecia central, exceptuando la Ática y Beocia. En su apogeo, el territorio de la liga incluía la Lócrida, los melieos, los dólopes, parte de Tesalia, Fócida, y Acarnania. En la última parte de su poder, ciertas ciudades-estado griegas se unieron a la Liga Etolia, como las ciudades arcadias de Mantineia, Tegea, Figaleia y Cidonia en Creta.
Durante el período clásico, los etolios no eran muy apreciados por otros griegos, que los consideraban semibárbaros e imprudentes. Su Liga tenía estructura política y administrativa compleja. Sin embargo, durante el período helenístico, emergieron como un estado dominante en Grecia central y ampliado por la anexión voluntaria de varias ciudades-estado griegas a la liga. Aun así, la Liga Etolia tuvo que luchar contra Macedonia y fue llevada a una alianza con Roma, que dio lugar a la conquista final de Grecia por los romanos.

## Orígenes
Se desconoce cuándo se fundó la Liga Etolia (Koinon ton Aetolon). Se cree que pudo ser en el año 367 a. C. También se ha sugerido que pudo haber sido fundada por Epaminondas. Grainger cree que fue fundada mucho más tarde, alrededor del tiempo de la subida de Filipo II de Macedonia. Después de la victoria de Filipo en Queronea (338 AC), a la Etolia se le concedió Naupaktos, con guarnición Etolia, Esto sugiere que había un nivel de la organización que sugiera un gobierno formal o, algo como una alianza floja de épocas anteriores.

## Historia

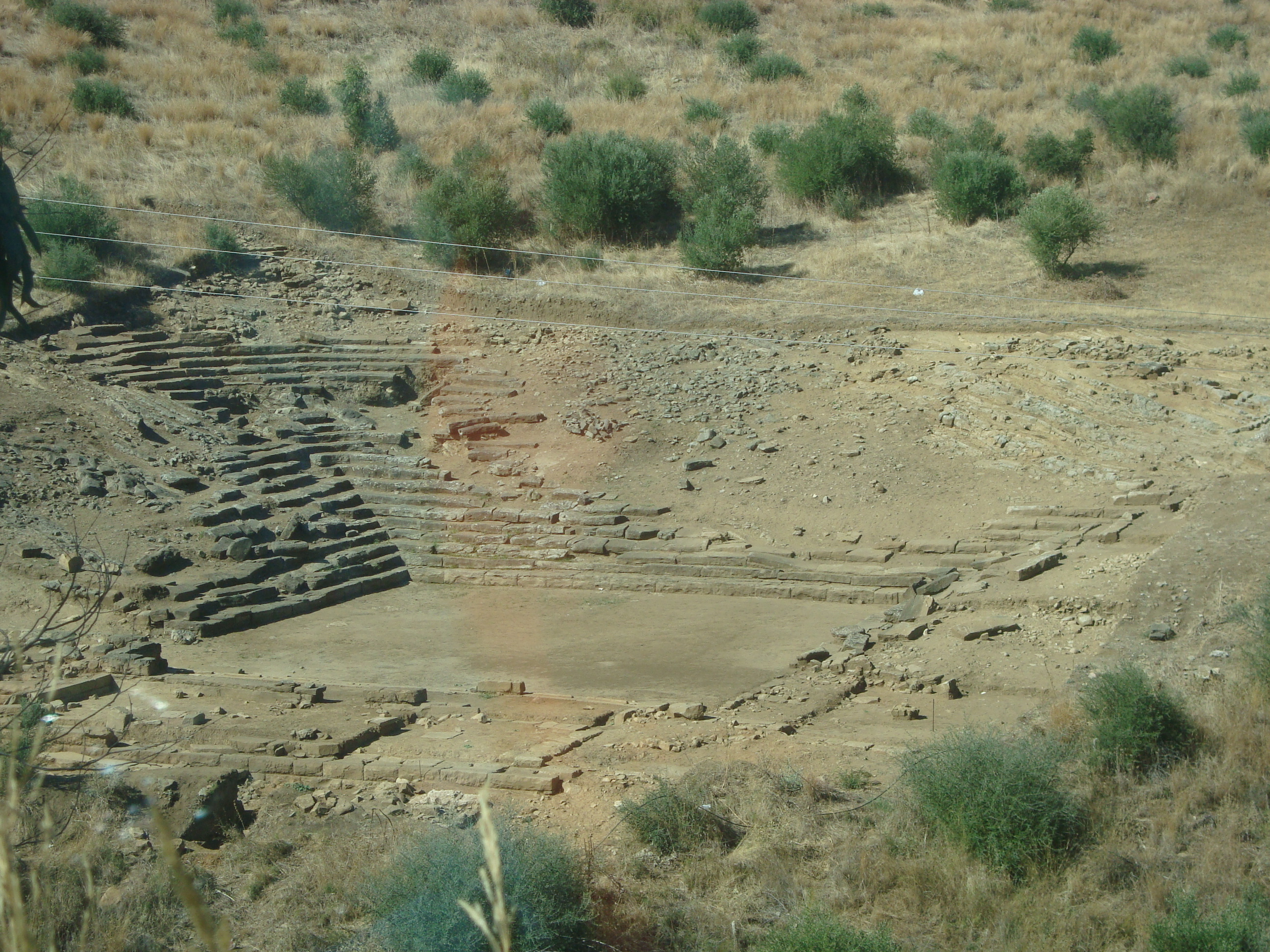
Teatro de Calidón, Etolia

Durante la guerra del Peloponeso, los etolios fueron inicialmente neutrales, pero más tarde lucharon contra los atenienses, que trataron de invadir Etolia en el 426 a. C., pero se vieron obligados a retirarse. La región de Etolia emergió como uno de los estados griegos más importantes después de la formación de su Liga en la segunda mitad del siglo IV a. C. Su capital, centro administrativo y religioso fue Termo. En el período siguiente a la muerte de Alejandro Magno, la Liga Etolia se rebeló contra Antípatro (323 a. C.) y logró mantener su independencia. A partir de 290 a. C., la Liga se había expandido sobre sus regiones vecinas.
En 281 a. C. repelieron con éxito un ataque del rey espartano Areo I y en 279 a. C., salieron victoriosos en la batalla contra los galos, que habían invadido Grecia y estaban amenazando el santuario de Delfos. Después de su victoria, ganaron la apreciación del resto de los griegos y fueron admitidos como un nuevo miembro en la Anfictionía. En la Guerra Social (220-217 a. C.), la Liga Etolia luchó contra el Reino de Macedonia. Filipo V de Macedonia invadió la Etolia y saqueó la ciudad de Termo como represalia a la invasión de los etolios en la ciudad de Dodona en Epiro.
La liga fue el primer aliado griego de la República Romana, que se puso de parte de los romanos durante la primera guerra macedónica (215-205 a. C.) y ayudó a derrotar a Filipo V de Macedonia en la batalla de Cinoscéfalas en el 197 a. C., durante la segunda guerra macedónica. Sin embargo, se volvió cada vez más hostil a la participación romana en los asuntos griegos y sólo unos años más tarde se puso del lado de Antíoco III, el rey antirromano del Imperio seléucida, durante la guerra romano-siria. La derrota de Antíoco en el año 189 a. C. le privó a la liga de su principal aliado exterior y le impidió permanecer solo en continua oposición a Roma. La liga se vio obligada a firmar un tratado de paz con Roma que lo convirtió en un aliado de la República. Aunque continuó existiendo en nombre, el poder de la liga fue roto por el tratado y nunca más constituyó una fuerza política o militar significativa.

## Sistema administrativo

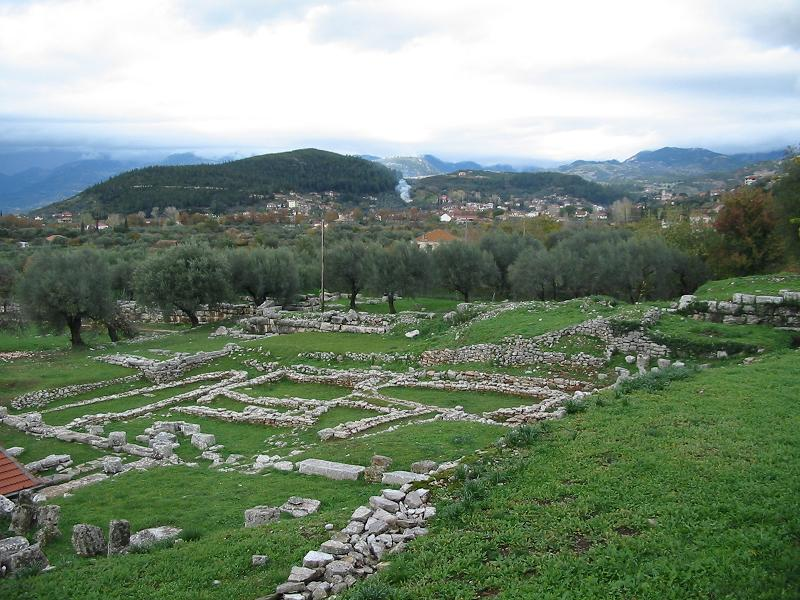
Termo, capital de la Liga Etolia

La Liga Etolia constaba de élites en la cima, pero era fundamentalmente una sociedad de agricultores y pastores. La liga tenía una estructura federal que consistía en un consejo federal en el que el nivel de representación era proporcional a la magnitud de la contribución de la comunidad para el ejército de la liga, una asamblea popular de todos los ciudadanos, que se reunía dos veces al año en Termo, y un consejo interno equivalente a un gobierno federal. Podría crear ejércitos y conducir la política exterior sobre una base común. También acometió la estandarización económica, recaudando impuestos, utilizando una moneda común y adoptando un sistema uniforme de pesos y medidas.

## Estado pirata
La Liga Etolia adquirió fama por la piratería y el bandolerismo. Aunque hay un cierto reconocimiento de que Polibio la veía desde una perspectiva aquea, ya que él lo era, muchos historiadores modernos han aceptado este retrato como justificado. Por ejemplo, Walbank es explícito al admitir el uso de etolios de la piratería para complementar sus ingresos debido a los escasos recursos de su región y Will simplemente asume la verdad de la acusación.
Grainger dedica un capítulo entero a examinar la participación de los etolios en la piratería junto con las acusaciones de que los etolios eran ladrones de templos. Le cuesta creer que la Etolia estaba involucrada en la piratería, ya que carecían de una flota incluso de la clase básica. Además, en contraste con los historiadores más generales, los que han hecho estudios específicos de la piratería y el bandolerismo apenas mencionan Etolia. Enumera las veces que los etolios fueron acusados de robo en el templo y sostiene que el peso de las acusaciones debe tener en cuenta que son generalmente hechas por los opositores políticos de la Liga y se refieren a ocasiones que ya eran, de alguna manera, hechos del pasado cuando las acusaciones fueron hechas.